# Ха (город)

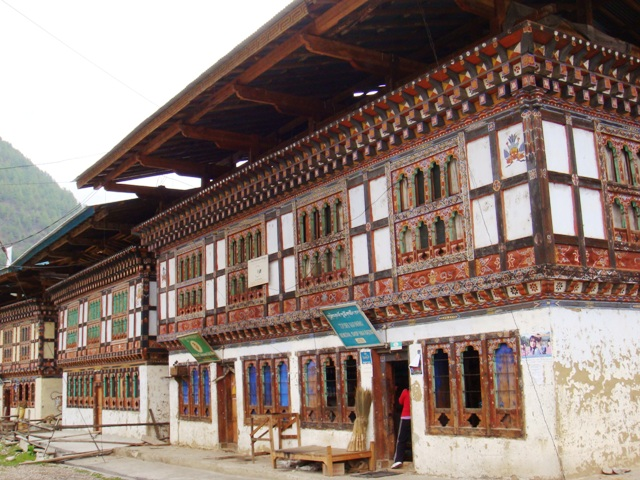
Дом в традиционном стиле в Ха

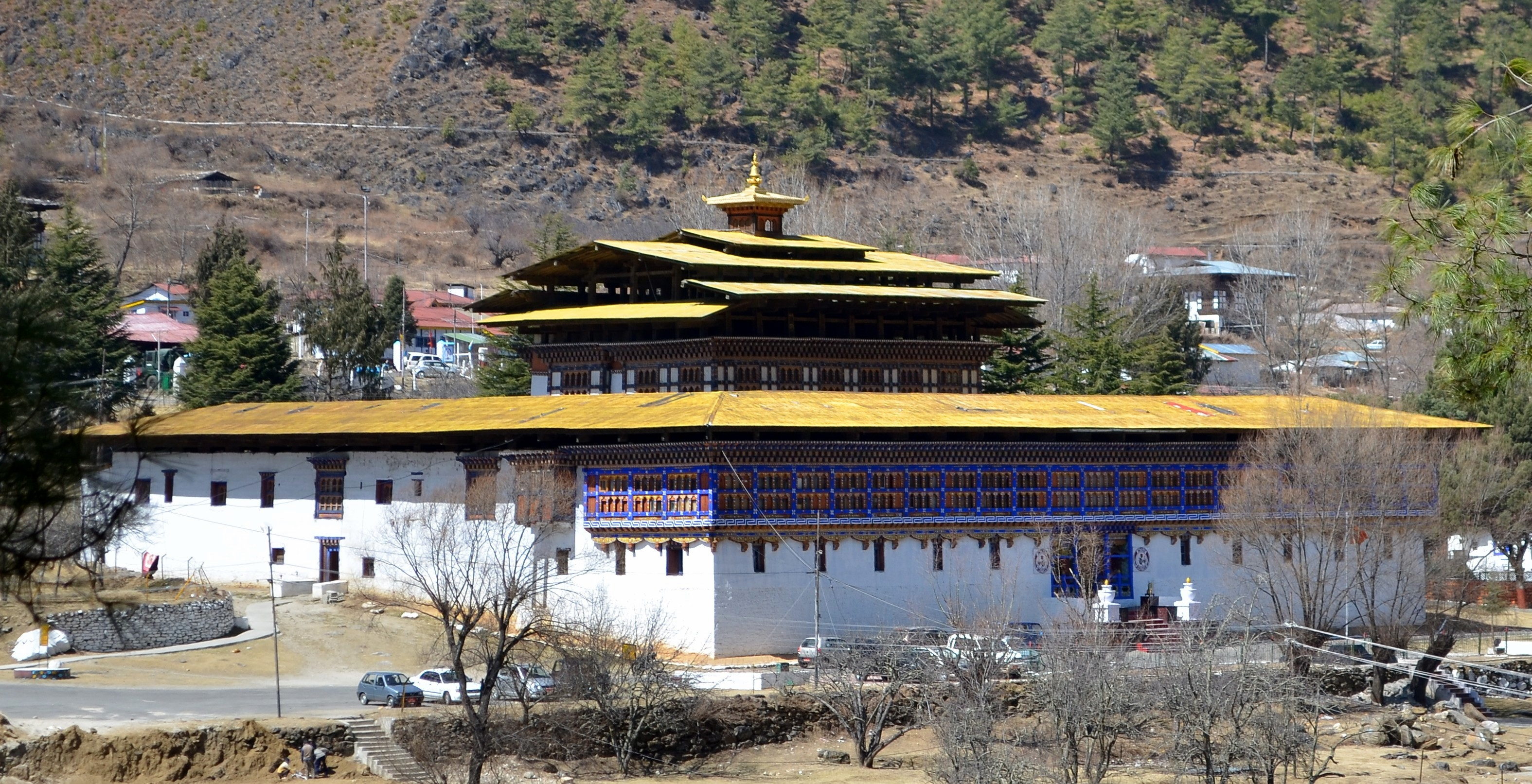
Крепость Ха-дзонг

Ха (дзонг-кэ ཧཱ / ཧས) — город в Бутане, административный центр дзонгхага Ха.
Город расположен на западе «Сандалового королевства» (англ. Sandalwood Kingdom) возле Сиккима в долине реки Ха-Чу. Основу экономики составляет выращивание риса. К городу ведёт подъём от Паро через перевал Челе-ла (3810 м) со спуском в долину Ха.
Население города составляет 2495 человек (перепись 2005 года), а по оценке 2012 года — 2773 человека.
В окрестностях города есть два буддийских храма Лакханг-Карпо (Белый храм) и Лакханг-Нагпо (Чёрный храм), которые, согласно легенде, построил тибетский царь Сонгцэн Гампо в VII веке. Они входят в число 108 храмов, предназначенных для обезвреживания демоницы, покрывшей Гималаи. Ха посещали также Падмасамбхава, Мачиг Лабдрон, Шабдрунг.
Вверх по долине находится монастырь Ха-гомпа, в которой в десятый и одиннадцатый месяцы по тибетскому календарю проводятся фестивали (цечу).
Примечателен также дзонг (крепость) города Ха — Ха-дзонг.